# 48 Hours (programa de televisão)
48 Hours é um programa de televisão estadunidense transmitido pela CBS desde 19 de janeiro de 1988. Transmitido aos sábados às 22h, às vezes, o programa vai ao ar em edições de duas horas ou duas edições consecutivas de uma hora, dependendo do assunto envolvido.
As reprises de 48 Hours são transmitidas regularmente no Investigation Discovery, na Oprah Winfrey Network e no TLC como parte de seus horários diurnos e/ou nos finais de semana, com títulos variados com base no assunto da edição (como 48 Hours Hard Evidence, 48 Hours Investigates (um título que também foi usado para as transmissões da CBS), 48 Hours on OWN ou 48 Hours on ID).

## Prêmios e indicações
O programa recebeu mais de 20 Emmy Awards, dois Peabody Awards (um em 2000 pela reportagem "Heroes Under Fire" e outro por "Abortion Battle" e "On Runaway Street"), e um Ohio State Award.